# Klimene (okeanida)
Klimene (także Klymene; gr. Κλυμένη Klyménē, łac. Clymene) – w mitologii greckiej jedna z okeanid.
Była córką Okeanosa i Tetydy. Pochodziła z pierwszego pokolenia bogów greckich. Jako małżonka Japeta była matką Atlasa, Menojtiosa, Prometeusza i Epimeteusza. Niektóre wersje mitu uważały Klimene nie za matkę, ale za żonę Prometeusza. Byłaby ona wtedy matką Deukaliona oraz Hellena, protoplasty wszystkich Greków. W innych wersjach mitu uchodzi ona za małżonkę boga słońca, Heliosa, matkę Faetona i córek zwanych Heliadami.